# Castelo Ardblair
O Castelo Ardblair (em inglês:  Ardblair Castle) é um castelo do século XVI localizado em Blairgowrie, Perth and Kinross, Escócia.

## História
Originalmente estava situado num local seguro, quase todo rodeado por um lago, atualmente praticamente seco.
O castelo original foi construído pela família Blair durante o período Normando.
No reinado do Rei Roberto III (1390-1406), as terras de Ardblair foram garantidas a Thomas Blair de Balthayock, permanecendo na família até 1792, quando passou depois para os Oliphant de Gask.
Encontra-se classificado na categoria "A" do "listed building" desde 5 de outubro de 1971.

## Estrutura
O castelo foi muito pouco alterado desde a sua fundação e mantém a forma do pátio tão popular nos século XVI e XVII. Existe uma pedra de armas na entrada principal com a data '1688' ou '1668', mas Tranter considera que o trabalho é mais típico do final do século XVI ou do início do século XVII.